# Banisteriopsis velutinissima
Banisteriopsis velutinissima är en tvåhjärtbladig växtart som beskrevs av B. Gates. Banisteriopsis velutinissima ingår i släktet Banisteriopsis och familjen Malpighiaceae. Inga underarter finns listade i Catalogue of Life.